# أولاد سيدي علي بن يوسف
أولاد سيدي علي بن يوسف هي قرية مغربية غرب المملكة. تنتمي أولاد سيدي علي بن يوسف لإقليم الجديدة الساحلي جنوبي الدار البيضاء. تضم هذه القرية 10.854 نسمة (إحصاء 2004).